# 代々木アニメーション学院

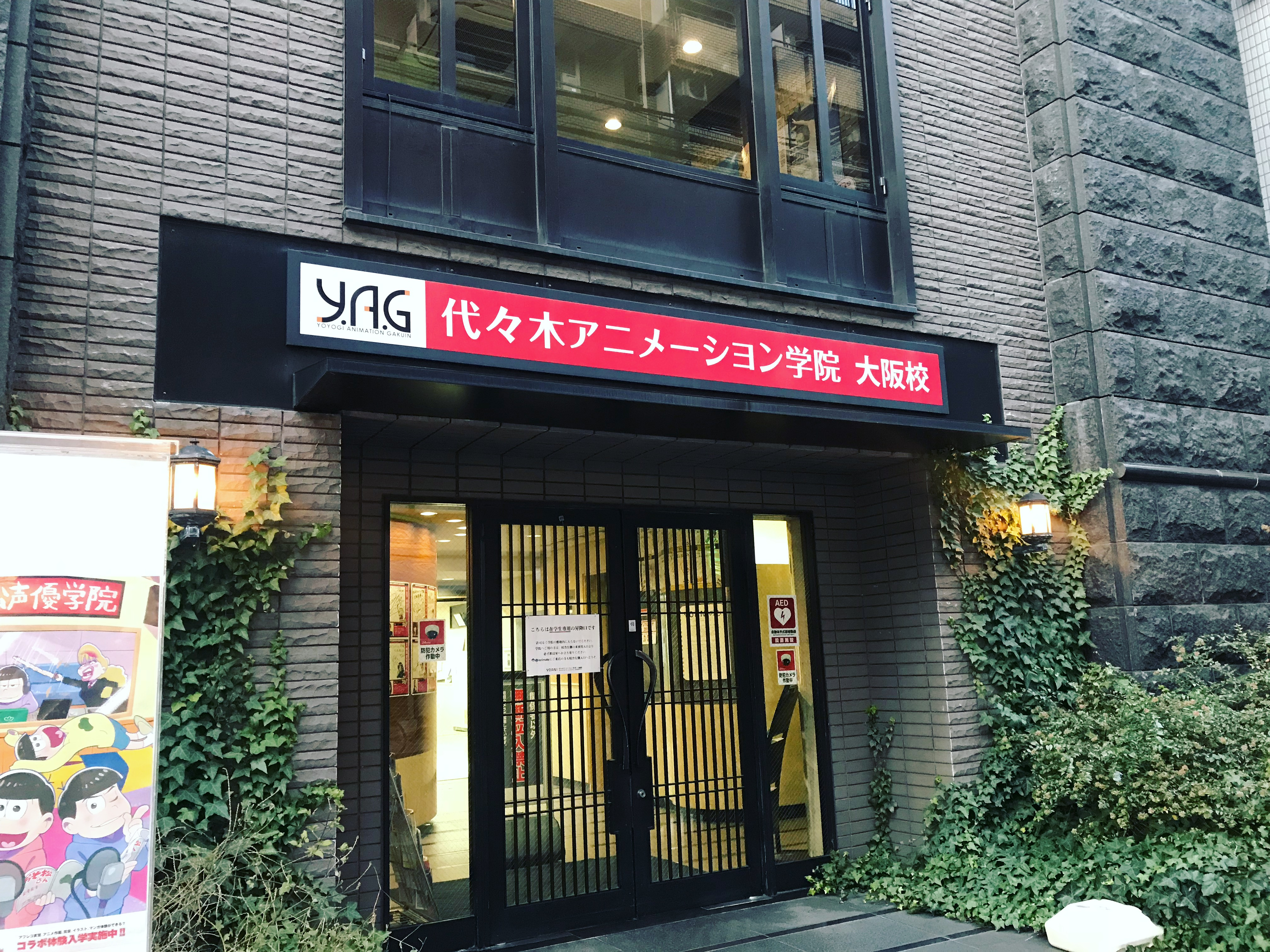
大阪校

株式会社代々木アニメーション学院（よよぎアニメーションがくいん）は、株式会社キョウデングループに属するアニメやエンターテインメントの専門教育施設。通称「代アニ（よアニ）」。
公式サイト等で「専門学校」という主張をしているものの、2025年2月現在では専修学校としての認可を受けておらず、学校教育法上の学校ではないいわゆる無認可校である。
40年の歴史があり、声優、アニメーター、マンガ家など、アニメやエンタメ業界で活躍する多くの声優やクリエイターを育成した実績がある。近年では秋元康、つんく♂、小室哲哉、指原莉乃をプロデューサーに迎え、指原莉乃プロデュースのアイドルグループ「=LOVE」、「≠ME」、「≒JOY」の共同プロデュースなど、精力的に業界連携を行っている。
日本で最初にできたアニメーションスクールとして全国に校舎を開設。積極的なテレビCM・広告展開により、アニメーションスクールとしては随一の知名度を誇ることとなり、1998年4月期には約77億円を売上を計上した。
しかし、その後は少子化や他の専門学校などとの競合により業績が低迷。2004年11月には東京国税局から所有不動産の差し押さえを受け、2006年5月には入学金の返還を巡る問題で公正取引委員会から排除命令を受けるなど、社会的信用が低下してしまう。
2006年10月には創立者・大矢敏行が代表から退くが、資金繰りの目途が立たず、同年12月に民事再生法の適用を申請。負債は約22億円。リップルウッド・ホールディングスなどから事業再生投資を受ける一方で、民事再生法適用後は学校法人大矢学園との関係を解消し、経営陣の放漫経営を改め、広告費を大幅に減らすなど経営方針を大きく変えた。その後、親会社の投資ファンドへの売却をうけ、現在はキョウデンエリアネットが主要株主となっている。
2016年4月より天王洲 銀河劇場の運営開始に伴い、株式会社ネルケプランニング、株式会社マーベラス、株式会社ぴえろと共に「2.5次元演劇科」を設立。2.5次元ミュージカルの発展にも尽力している。 
東京／大阪／名古屋／福岡／広島／札幌／仙台／金沢の全国8か所校舎を持ち、2年次からの東京転校も可能。東京に仕事が集中するアニメ・エンタメ業界への就職をサポートするための寮も完備。

## 沿革
- 1978年（昭和53年） - 学校法人大矢学園および株式会社代々木ライブアニメイションの教育施設として、アニメーター、声優、マンガ家などの育成を目的に設立。
- 2006年 - 民事再生。
- 2014年（平成26年） - ライブハウス「代アニLIVEステーション」の運営を開始。またこのころ大江戸温泉物語グループ入りする[6]。
- 2015年（平成27年） - 授業時間を拡張。一部の設置コース名称を改定した。
- 2016年（平成28年） - 大宮校と横浜校を東京校に統合し、東京校を校名のもとになっている代々木から水道橋[7]に移転する[8]。
- 2016年（平成28年） - 銀河劇場を取得、当初は「東京YOANI劇場」となる予定であった[9]。その後ホリプロとの交渉の末、引き続き「天王洲 銀河劇場」を名乗ることとなった[10]。YOANIレーベルを設立、Amazonで販売をはじめる[11]。
- 2016年（平成28年） - 秋元康が名誉学院長兼総合プロデューサーに就任[12]。
- 2017年（平成29年） - 2.5次元演劇科を新たに開設。
- 2017年（平成29年） - 代々木アニメーション学院と指原莉乃の共同プロデュースによる声優アイドルユニット「=LOVE」がSACRA MUSICよりメジャーデビュー。
- 2021年（令和3年）- 代々木アニメーション学院と指原莉乃の共同プロデュースによるアイドルグループ「≠ME」がキングレコードよりメジャーデビュー。
- 2024年（令和6年）- 代々木アニメーション学院と指原莉乃の共同プロデュースによるアイドルグループ「≒JOY」がSACRA MUSICよりメジャーデビュー。

## 校舎
- 東京校 - 東京都千代田区
- 大阪校 - 大阪府大阪市北区
- 名古屋校 - 愛知県名古屋市中村区
- 福岡校 - 福岡県福岡市博多区
- 広島校 - 広島県広島市中区
- 札幌校 - 北海道札幌市中央区
- 仙台校 - 宮城県仙台市若林区
- 金沢校 - 石川県金沢市竪町

## 設置学科

### 全日制学科
- 声優・エンターテイナー学部
  - 声優タレント科
  - 2.5次元演劇科
  - 声優アニソン科
  - YouTuber科

- 芸能スタッフ学部
  - 芸能マネジメント科
  - 衣装制作科

- アニメーション学部
  - アニメーター科
  - アニメ背景美術科
  - アニメ監督・演出科
  - アニメ音響科
  - アニメ3DCG科

- クリエイター学部
  - イラスト科
  - シナリオ・小説科
  - マンガ科
  - デジタルコミック科

- ゲーム学部
  - ゲームクリエイター科
  - ゲームプログラミング科

- こども学部
  - こども保育科

### 代々木アニメーション学院高等部
通信制高等学校（八洲学園大学国際高等学校・ルネサンス高等学校）と連携し、高等学校卒業資格が得られるコース。

### デビューサポートコース
クリエイター科卒業生のみ対象。他科コースにも卒業後再受講制度あり。

## 所属アーティスト
- =LOVE
  - 大谷映美里
  - 大場花菜
  - 音嶋莉沙
  - 齋藤樹愛羅
  - 佐々木舞香
  - 髙松瞳
  - 瀧脇笙古
  - 野口衣織
  - 諸橋沙夏
  - 山本杏奈
- ≠ME
  - 尾木波菜
  - 落合希来里
  - 蟹沢萌子
  - 河口夏音
  - 川中子奈月心
  - 櫻井もも
  - 菅波美玲
  - 鈴木瞳美
  - 谷崎早耶
  - 冨田菜々風
  - 永田詩央里
  - 本田珠由記
- ≒JOY
  - 逢田珠里依
  - 天野香乃愛
  - 市原愛弓
  - 江角怜音
  - 大信田美月
  - 大西葵
  - 小澤愛実 - TWIN PLANETより移籍
  - 髙橋舞
  - 藤沢莉子
  - 村山結香
  - 山田杏佳
  - 山野愛月

### 元所属者
- 佐竹のん乃（=LOVE）- 2021年3月、=LOVE卒業と同時に芸能界を引退
- 齊藤なぎさ（=LOVE）- 2023年1月、=LOVE卒業後、エイジアクロスに移籍
- 福山萌叶（≒JOY）- 2023年3月、≒JOY卒業

## 主な出身者
五十音順

### 声優
- アーツビジョン
  - 鳥海浩輔
  - 長谷川明子
  - 早水リサ
  - 福島潤
- EARLY WING
  - 阿部玲子
  - 桜木アミサ
- IAMエージェンシー
  - 松井恵理子
  - 結城飛鳥
- アイムエンタープライズ
  - 石井一貴
  - 桑谷夏子
  - 平田宏美
  - 間島淳司　
  - 松岡禎丞
- 青二プロダクション
  - 浅野真澄
  - 岸尾だいすけ
  - 鈴木真仁
  - 高野麻里佳
  - 竹本英史
  - 宮川美保
- アクセルワン
  - 後藤邑子
- アクセント
  - 関口雄吾
  - 宮本克哉
  - 山口眞弓
- アクロスエンタテインメント
  - 内田彩
  - 緒乃冬華
  - 山本高広
- アトリエピーチ
  - 長田梢
- アプトプロ
  - 宮下栄治
- アミュレート
  - 田村ゆかり
  - 藤原祐規
- アル・シェア
  - 那須めぐみ
- インテンション
  - 鈴村健一
  - 中村悠一
- ヴィムス
  - 野上翔
  - 本橋大輔
- 81プロデュース
  - 浅田葉子
  - 川島得愛
  - 倖月美和
  - 古賀葵
  - 古城望
  - こたにともこ
  - 下屋則子
  - 田尻浩章
  - 恒松あゆみ
  - 中島ヨシキ
  - 仲西環
  - 比嘉久美子
  - 望月久代
  - 山口隆行
- AIR AGENCY
  - 近藤孝行
- ECHO-S
  - 松本美和
- N3エンタテインメント
  - 南條愛乃
- m&i
  - 渕上舞
- 大沢事務所
  - 川澄綾子
  - 能登麻美子
- 尾木プロ THE NEXT
  - 下崎紘史
  - 内藤玲
- オフィスアネモネ
  - 田中理恵
  - 野川さくら
- オフィス薫
  - 牛村友哉
  - 若菜よう子
- オフィス・ビー
  - 中川玲
- オフィスワタナベ
  - 神崎ちろ
- ガジェットリンク
  - 白石稔
  - 小尾元政
- ぐるーぷ・インパクト
  - 長浜満里子
  - 又村奈緒美
- ケッケコーポレーション
  - 肥後マコト
  - ミルノ純
- 賢プロダクション
  - いのくちゆか
  - 嶋崎はるか
  - 斎賀みつき
  - 谷山紀章
  - 生天目仁美
  - 山崎みちる
- ケンユウオフィス
  - 松本さち
  - 矢口アサミ
- シグマ・セブン
  - 高木礼子
- Jac in production
  - 出村貴
- StarCrew
  - 水樹奈々
- スターダストプロモーション
  - 成海瑠奈　（元声優）
- ステイラック
  - 中野さいま
- ソニー・ミュージックアーティスツ
  - 伊波杏樹
- ディサイファ
  - 宮永麻衣
- 東京俳優生活協同組合
  - 佐藤利奈
- ハニカムエンタテインメント
  - 松本ヨシロウ
- BloomZ
  - 荒浪和沙
- ぷろだくしょん★A組
  - 熊野哲也
- プロダクション・エース
  - 設楽麻美
- マウスプロモーション
  - 江川大輔
  - 高田憂希
  - 永野善一
- ムーブマン
  - 三好りえ
- らえら
  - 吉野裕行
- リマックス
  - 鶴岡聡
- ワンダースペース
  - 山口翔平
- フリー
  - 浅川悠
  - 淺川正寛
  - 井浦愛
  - 石橋美佳
  - 石川正明
  - 上村貴子
  - 勝田詩織
  - 河合みのる
  - 喜多丘千陽
  - 楠田亜衣奈
  - 児玉明日美
  - さかいかな
  - 櫻井孝宏
  - 鮭延未可
  - 鈴木千尋
  - 十河圭祐
  - 髙木俊
  - 徳永愛
  - 冨田真
  - 永山奈々
  - 並木のり子
  - 仲尾あづさ
  - 中世明日香
  - 原田友貴
  - 樋口健太
  - 南田親彦
  - モリノリ久
  - 山口茜
  - 山本泰輔
  - 和田透

### アニメーター・演出家
- 穐本ゆかり（サンシャインコーポレーション所属）
- 足立慎吾（XEBEC → フリー）
- 池田晶子（京都アニメーション所属、現：取締役）
- 今掛勇（ガイナックス → フリー）
- うのまこと（XEBEC → フリー）
- 追崎史敏（スタジオジュニオ → エンカレッジフィルムズ所属）
- 大久保徹（Production I.G所属）
- 大杉宜弘（中退 → 亜細亜堂 → フリー）
- 嘉手苅睦（サンライズ → フリー）
- 門之園恵美（ムー・フィルム → フリー）
- 金崎貴臣
- 岸誠二（亜細亜堂 → チームティルドーン代表）
- 熊膳貴志（A.P.P.P. → GONZO → STUDIO 4℃所属）
- 倉嶋丈康
- 古賀一臣（J.C.STAFF → スタジオコクピット所属）
- 後藤潤二（XEBEC → スタジオ仕事場 → フリー）
- 今千秋（スタジオぴえろ → フリー）
- 坂井久太（マジックバス → フリー → WHITE FOX所属）
- 桜井弘明（スタジオワールド → フィルムマジック → フリー）
- 佐々木睦美（ビィートレイン所属）
- 迫井政行（イマジン所属）
- 貞方希久子（ガイナックス所属）
- 下笠美穂（しもがさ美穂、東映動画〈現・東映アニメーション〉→ フリー）
- 芝美奈子（J.C.STAFF → studio C-ZOO所属）
- すしお（ガイナックス → フリー）
- 田頭しのぶ（ゆめ太カンパニー → フリー）
- 高村和宏（ガイナックス → フリー）
- 武本康弘（京都アニメーション所属、元取締役）

- 龍輪直征（スタジオジャイアンツ → シャフト所属）
- 田中将賀（アートランド → フリー）
- 谷口淳一郎（動画工房所属）
- 寺本幸代（ベガエンタテイメント所属）
- 中村豊（アニメトロトロ所属）
- 沼田誠也（スタジオ雲雀 → フリー）
- 野中卓也（ufotable所属）
- 林明美（ゆめ太カンパニー → ガイナックス所属）
- 原由美子
- 番由紀子（studio C-ZOO所属）
- 平田雄三
- 広岡トシヒト（エムアイ（現Wish） → オー・エル・エム所属）
- 藤井昌宏（J.C.STAFF所属）
- 藤岡真紀（ゆめ太カンパニー → フリー）
- 藤原佳幸（在学時は「高柳佳幸」、アド・コスモ → フリー → 動画工房所属）
- 堀たえ子（XEBEC所属）
- 牧原亮太郎（テレコム・アニメーションフィルム → シンエイ動画専属）
- 増永麗（スタジオ・ブーメラン所属）
- 松島晃（ジェック・イー → スタジオエル → ufotable所属）
- 三浦貴博（ufotable所属）
- 宮本幸裕（ベガエンタテイメント → シャフト専属）
- 山村洋貴（スタジオパストラル所属）
- 芳垣祐介（ガイナックス所属）
- 渡辺明夫
- 渡辺歩（半年間のみ在籍 → シンエイ動画 → フリー）

### アニメーションプロデューサー
- 池田東陽（ディジメーション → ゴンゾ → エンカレッジフィルムズ代表取締役）
- 岩佐岳（岩佐がく、オー・エル・エム → WHITE FOX代表取締役）
- 富岡哲也（日本アニメーション→ サンライズ→ サテライトプロデューサー→ AMISTAD STUDIO→ AXsiZプロデューサー）
- 松倉友二（J.C.STAFF所属、現取締役・チーフプロデューサー）
- 柳義明（東映アニメーション所属）

### 脚本家
- 面出明美（エイケン → フリー）
- 藤咲淳一（Production I.G所属）
- 桑畑絹子（シナリオライター）

### その他
- うすいこうぢ（色彩設計、スタジオ・タージ所属）
- 栫ヒロツグ（美術監督、デザインオフィス・メカマン → スタジオ美峰 → ととにゃん所属）
- タカハシアキラ（写真家）
- 吉原俊一郎（美術監督、スタジオ美峰所属）

### タレント（声優以外）
- 伊藤博樹
- 木氏沙織
- 栗林みな実
- たぬまゆみ
- エリザベータ（松竹芸能所属のお笑い芸人）
- うえむらちか
- ファーストサマーウイカ
- ゴー☆ジャス（サンミュージック所属のお笑い芸人）※『デート・ア・ライブ』などの出演経験がある

### マンガ家
- あまのしん
- いのうえ空
- 片桐いくみ
- 唐々煙
- 神田晶
- 菊田みちよ
- 後藤晶
- 小村あゆみ
- 佐藤健悦
- 佐藤ショウジ
- 小竹田貴弘
- ゼロの者
- 曽我篤士
- 高瀬むぅ
- 高田慎一郎
- 玉越博幸
- 綱島志朗
- 椿あす
- 仲尾ひとみ
- はっとりみつる
- 馬場康誌
- 牧原若菜
- まっつー
- 松山せいじ
- 恵広史
- 矢口岳
- 夜麻みゆき

### イラストレーター
- 中村龍徳
- 西又葵
- 屡那
- Gユウスケ
- おかざきみつき（SQUARE ENIX 所属）

### マルチメディアクリエイター
- 渡邉まこと

### 小説家
- 後藤祐迅
- くしまちみなと（佐山操名義もあり。小説家・ゲームシナリオライター）
- 暁社夕帆（ライトノベル作家）

## 主なCM出演者
- 松野太紀
- 笠原弘子
- コージー冨田
- カンナユリ - CMソングも担当。
- 三遊亭楽太郎 - かつて同学院の学院長を務めていた。
- 楠田亜衣奈
- 佐々木舞香（=LOVE）
- 江頭2:50
- まふまふ

## YOANIレーベル
アーティスト
- 薮田翔一
- 中川奈美
- Lumino-scope
- 臓物擬人化!?癒し系アイドルmo2